# Dewan Hernandez
Dewan Antonio Hernandez (nacido como Dewan Huell, Miami, Florida; 9 de diciembre de 1996) es un baloncestista estadounidense que actualmente se encuentra sin equipo. Con 2,08 metros de estatura, ocupa la posición de ala-pívot.

## Trayectoria deportiva

### Universidad
Tras participar en el prestigioso McDonald's All-American Game de 2016, jugó dos temporadas con los Hurricanes de la Universidad de Miami, en las que promedió 8,6 puntos y 4,9 rebotes por partido.
En octubre de 2018 se cambió oficialmente su apellido hasta entonces, Huell, por el de Hernandez, como homenaje a su madre, Cristina Hernandez. en esas fechas, antes del comienzo de su temporada júnior, se vio envuelto en un escándalo de corrupción a nivel nacional que salpicó a una veintena de universidades y a la marca deportiva Adidas, y aunque intentó regresar a las pistas en un par de ocasiones, finalmente en enero de 2019 se declaró elegible para el Draft de la NBA.

#### Estadísticas
| Año     | Equipo | PJ | PT | MPP  | %TC  | %3P  | %TL  | RPP | APP | ROB | TPP | PPP  |
| ------- | ------ | -- | -- | ---- | ---- | ---- | ---- | --- | --- | --- | --- | ---- |
| 2016–17 | Miami  | 32 | 15 | 17.4 | .531 | .000 | .647 | 3.1 | .2  | .4  | .8  | 5.8  |
| 2017–18 | Miami  | 32 | 32 | 25.8 | .576 | .000 | .689 | 6.7 | .4  | .5  | 1.0 | 11.4 |
| Total   | Total  | 64 | 47 | 21.6 | .560 | .000 | .675 | 4.9 | .3  | .5  | .9  | 8.6  |

### Profesional
Fue elegido en la quincuagésimo novena posición del Draft de la NBA de 2019 por Toronto Raptors.
Después de un año en Toronto, en el que alternó encuentros con el equipo filial de la G League, los Raptors 905, el 26 de noviembre de 2020, es cortado por los Raptors. El 27 de enero de 2021, fue incluido en la plantilla definitiva de los Raptors 905.

## Estadísticas de su carrera en la NBA

### Temporada regular
| Año   | Equipo  | PJ | PT | MPP | %TC  | %3P  | %TL  | RPP | APP | ROB | TPP | PPP |
| ----- | ------- | -- | -- | --- | ---- | ---- | ---- | --- | --- | --- | --- | --- |
| 2020  | Toronto | 6  | 0  | 4.7 | .357 | .500 | .600 | 2.3 | .5  | .2  | .0  | 2.3 |
| Total | Total   | 6  | 0  | 4.7 | .357 | .500 | .600 | 2.3 | .5  | .2  | .0  | 2.3 |